# دانيال لاروسو(شخصية خيالية)
دانيال لاروسو Daniel LaRusso هو شخصية خيالية والبطل الرئيسي لسلسلة أفلام فتى الكاراتيه الإعلامية التي جسدها رالف ماتشيو. تم إنشاؤه من قبل كاتب السيناريو الأمريكي روبرت مارك كامين. تم تقديم دانييل باعتباره البطل الرئيسي لفيلم فتى الكاراتيه (1984) وتكملاته، فتى الكاراتيه الجزء الثاني (1986) و فتى الكاراتيه الجزء الثالث (1989). بعد ما يقرب من ثلاثة عقود، أعاد ماتشيو تمثيل الدور في المسلسل التلفزيوني التكميلي كوبرا كاي (2018-2025)، والذي اختتم بموسمه السادس. بالإضافة إلى ذلك، يشارك ماتشيو في بطولة فيلم فتى الكاراتيه: الأساطير (2025).
في الفيلم الأول، تم تصوير دانييل كمراهق أمريكي من أصل إيطالي يبلغ من العمر 17 عام ينتقل من نيوجيرسي إلى وادي سان فرناندو مع والدته الأرملة لوسيل. بعد أن ينجذب إلى علي ميلز، يصبح دانييل هدف للتنمر على يد صديق علي السابق المتغطرس وبطل الكاراتيه المحلي جوني لورانس. للتغلب على المضايقات، يسعى دانييل للحصول على الإرشاد في رياضة الكاراتيه على يد رجل الصيانة في شقته السيد مياجي، ويتمكن في النهاية من هزيمة جوني في بطولة الكاراتيه تحت 18 عام في وادي آل فالي. في التكملة، يستمر دانييل في التدرب تحت قيادة مياجي ويرافقه إلى أوكيناوا، بينما يستمر أيضًا في الدخول في صراع مع دوجو عبر فن الكاراتيه الخاص بجوني، كوبرا كاي.
في فيلم كوبرا كاي، الذي تدور أحداثه بعد عقود من أحداث الفيلم الأصلي، أصبح دانييل مالكًا لشركة LaRusso Auto، وكالة السيارات الأكثر ربحية في وادي السيليكون، ولديه طفلان، سامانثا وأنتوني، من زوجته أماندا. في حين أن دانييل راضٍ بشكل عام، على الرغم من وفاة مياجي، فإنه يصاب بجنون العظمة عندما يتم إعادة فتح كوبرا كاي على يد جوني ويفتح دوجو جديدًا يسمى مياجي دو. بعد عودة جوني، معلمه القديم جون كريس، إلى الوادي ليتولى منصب جوني كمعلم لدوجو كوبرا كاي، يعقد دانييل تحالفًا على مضض مع جوني للمساعدة في وضع حد للدوجو.

## المفهوم والإبداع

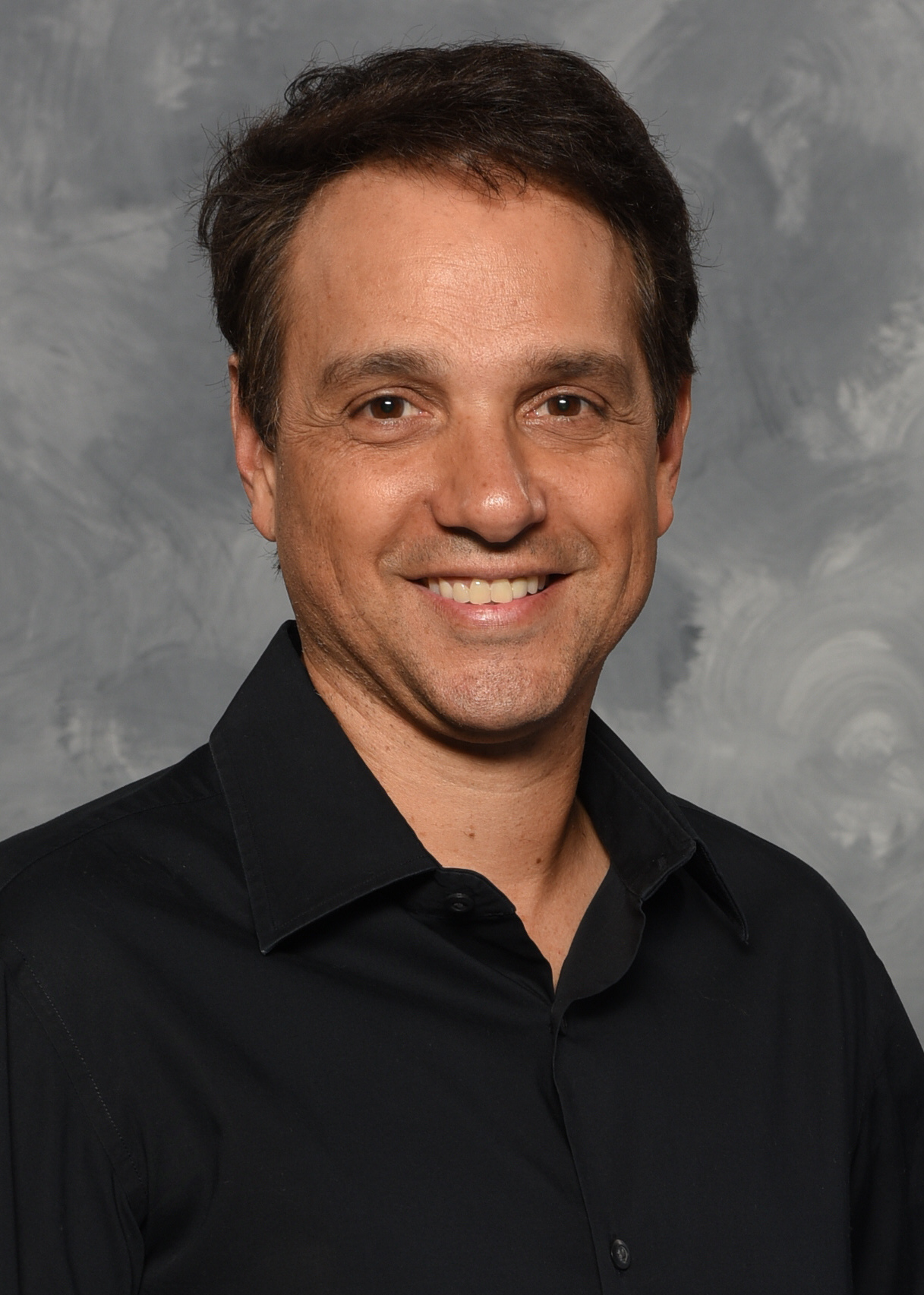
يلعب رالف ماتشيو (الذي تم تصويره عام 2017) دور دانييل لاروسو في أفلام فتى الكاراتيه و كوبرا كاي.

### الكتابة
نشأ مفهوم الشخصية من تجارب كاتب السيناريو الأمريكي روبرت مارك كامين في معرض نيويورك العالمي عام 1964، تعرض للتنمر من قبل مجموعة من الشباب، وهو الحدث الذي أدى إلى قراره بممارسة رياضة الكاراتيه. بعد أن تم تدريبه على يد مدرب كان في السباق قائد بحري علمه أسلوب قتال عدواني، انتقل إلى أوكيناوا غوجوريو، وهو فن قتالي أكثر دفاعية، حيث تم تدريبه كل يوم لمدة أربع ساعات على يد معلم كان هو نفسه تلميذ لدى تشوجون مياجي.
بصفته كاتب سيناريو، تلقى كامين التوجيه من فرانك برايس، رئيس مجلس إدارة كولومبيا بيكتشرز، الذي اتصل به بشأن فكرة قصة محتملة. وقال إن المنتج جيري وينتراوب رأى مقال إخباري عن طفل يبلغ من العمر تسع سنوات كان يتعرض للتنمر بشكل متكرر وبدأ في حضور دروس الكاراتيه حيث تم تدريبه على يد مرشد مماثل لمياجي. ثم كتب كامين سيناريو الفيلم بعنوان فتى الكاراتيه، استنادًا إلى جوانب من حياته الخاصة. تم الانتهاء من المسودة النهائية في 15 سبتمبر 1983. بدلاً من كتابة سيرة ذاتية، أراد كامين أن يكتب قصة عن مشاعره تجاه الكاراتيه وعن وجود المعلم المثالي لديه. قام بدمج أسلوب أوكيناوا غوجو ريو في السيناريو، لكنه قام باختراع جوانب معينة للتأثير السينمائي بالاستناد إلى حركات الحجب التي تعلمها، بما في ذلك "طلاء السياج" و"الشمع، ثم إزالة الشمع". أطلق في البداية على بطل الرواية اسم "دانيال ويبر" لكنه قرر تغييره إلى "لاروسو" بعد رؤية رالف ماتشيو في الاختبار.

### الشخصية والتدريب
تم النظر في العديد من الممثلين للدور الرئيسي لدانيال في سبتمبر 1983، بما في ذلك روبرت داوني جونيور، وإميليو إستيفيز، ونيكولاس كيج، وأنتوني إدواردز، وإريك ستولتز. أُتخذ القرار من بوني تيمرمان بالفنان رالف ماتشيو (يبلغ من العمر 21 عام حينها) ليلعب الدور بعد تذكر أدائه في فيلم The Outsiders (1983). كان لدى ماتشيو خبرة قليلة في فنون القتال، حيث لم يتلق سوى تدريبات قليلة في مدرسة جيو جيتسو عندما كان في العاشرة من عمره. بعد إجراء الاختبار للدور، نصحه المخرج جون جي أفيلدسن بأخذ دروس الكاراتيه. ووصف كامين ماتشيو بأنه "طفل نحيف صغير الحجم" لا يمتلك أي قدرة على التنسيق في الفنون القتالية. بعد أن أظهر له بعض حركات الحجب واللكم، أدرك كامين أن ماتشيو لا يعرف الكثير عن الفنون القتالية، لكن هذا يناسب الشخصية لأنه أراد أن يوصف بأنه "الضعيف النموذجي". قام مصمم الرقصات في فنون القتال بات جونسون بتدريب ماتشيو قبل بدء التصوير في 31 أكتوبر 1983، في شاطئ ليو كاريلو. قام جونسون بتدريب ماتشيو وبات موريتا على أسلوب الكاراتيه الأوكيناوي، بينما قام جونسون بتدريب ويليام زابكا وممثلي كوبرا كاي بشكل منفصل على أسلوب أكثر عدوانية. لقد عمل مع ماتشيو لأداء ركلة الرافعة، والتي تتضمن مد ذراعيه والتوازن على ساق واحدة. واعترف كامين بأنه قام بفبركة ركلة الرافعة وأنها كانت مستحيلة ولكنها "سينمائية".  أمضى الممثلون ثلاثة أشهر في التدريب على مشاهد القتال. وتذكر ماتشيو أنه بحلول وقت تصوير المعركة النهائية في الفيلم، كانوا قد تلقوا تدريبًا جيدًا لدرجة أن الأمر كان أشبه بـ "روتين رقص" ولم تكن هناك حاجة إلا إلى القليل من التغييرات. وجد ماتشيو سهولة خاصة وكيمياء طبيعية في العمل مع موريتا وتعلم عن جوانب الثقافة اليابانية الأمريكية منه، بما في ذلك استخدام هاتشيماكي أثناء التدريب.

## النجاح التجاري والعائد
بعد نجاح الفيلم الأول، أعاد ماتشيو تمثيل دوره في فيلم فتى الكاراتيه الجزء الثاني (1986) وفيلم فتى الكاراتيه الجزءالثالث (1989). في وقت اختياره، استبقت شركة كولومبيا بيكتشرز النجاح المحتمل للفيلم الأول بعقد إنتاج ثلاثة أفلام. في المراحل الأولى من حياته المهنية، أدى دور ماتشيو في فيلم فتى الكاراتيه إلى تحويله إلى نجم شباك التذاكر. بعد إصدار الأفلام الثلاثة الأولى، ظل دانيال لاروسو غائبًا عن سلسلة الأفلام، حيث تم استبداله بهيلاري سوانك في فيلم فتى الكاراتيه التالي (1994)، وجادن سميث في فيلم فتى الكاراتيه الذي أعيد إنتاجه عام 2010.  قال ماتشيو إنه لم تتم دعوته أبدًا للظهور في فيلم فتى الكاراتيه التاليإلى جانب موريتا وافترض أن ذلك كان بسبب عدم مشاركة أفيلدسن وكامين في المشروع. تجنب ماتشيو العودة إلى الشخصية لمدة 34 عام، قائلاً إنه رفض العروض المتعددة لحماية إرث الشخصية. عندما قدم المنتجون التنفيذيون جون هورويتز وهايدن شلوسبيرج وجوش هيلد فكرة فيلم كوبرا كاي، قال ماتشيو إنه كان مهتم بتطوير قصتهم لأنهم من المعجبين بسلسلة الأفلام، لكنه وصفها بأنها "قفزة إيمانية" للعودة إلى الشخصية. ورأى ماتشيو أن طبيعة التنمر قد تغيرت منذ عام 1984، لكنه اعتقد أنه من المهم معالجة هذه القضية لجيل أصغر من المشاهدين. كما أكد على أهمية أن يكون السيد مياجي جزءًا من حياة دانييل، على الرغم من غياب موريتا الذي توفي عام 2005.  استوحى ماتشيو أيضًا إلهامه من فيلم Creed (2015)، وهو فيلم من سلسلة أفلام Rocky. كان أفيلدسن مرتبطًا بكلا الامتيازين، وكان من المقرر إنتاج فيلم يضم أبناء روكي بالبوا ودانيال، لكن تم التخلي عنه. في مسلسل "كوبرا كاي"، لاحظ ماتشيو بعض التغييرات الطفيفة في شخصية دانيال: "لطالما كان يتميز بنوع من الجرأة وسرعة الانفعال. لكن هذا كان أفضل بكثير من كوبرا كاي."  بعد انتهاء تصوير الموسم الأخير من "كوبرا كاي"، اتجه ماتشيو مباشرةً لإنتاج فيلم " فتى الكاراتيه: ليجندز " (2025)، مُدركًا أهمية نقل مشاعر معلم دانيال، السيد مياجي، و"رد الجميل".

## نظرة عامة
ينتقل الشاب دانييل لاروسو، البالغ من العمر سبعة عشر عامًا، مع والدته لوسيل من مدينة نيوارك في نيو جيرسي إلى ريسيدا في كاليفورنيا، وذلك بعدما حصلت والدته على فرصة عمل جديدة في إحدى شركات الكمبيوتر. وبعد استقرارهما هناك، يدخل دانييل في صراع مع جوني لورانس، بطل وادي الكاراتيه لمرتين متتاليتين، وذلك بعد أن توطدت علاقته بعلي ميلز، الصديقة السابقة لجوني. يتعرض دانييل لاحقًا لهجوم من جوني وأصدقائه المنتمين إلى نادي الكوبرا كاي، إلا أن السيد مياجي، عامل الصيانة في المبنى الذي يسكن فيه، يتدخل وينقذه. يوافق السيد مياجي على تدريب دانييل وتعليمه فنون الكاراتيه، ومع مرور الوقت يطور دانييل مهاراته ويصبح قادرًا على مواجهة جوني في المباراة النهائية للبطولة ويتمكن من هزيمته.
خلال الصيف، يقضي دانييل المزيد من الوقت مع السيد مياجي عندما يذهبان إلى أوكيناوا، حيث يلتقي دانييل بفتاة تدعى كوميكو والتي تصبح اهتمامه العاطفي. يدخل في منافسة مع تشوزين، وهو طالب الكاراتيه لدى ساتو وابن أخيه. في النهاية، يهزم دانيال تشوزين في قتال حتى الموت، ولكن بدلاً من قتله، يظهر الرحمة لتشوزين. بعد عودته إلى المنزل، حصل دانييل على بطولة كاراتيه أخرى في بطولة All-Valley بعد إجباره على المشاركة في البطولة وهزم بطل الكاراتيه الوطني مايك بارنز، ليصبح بطلاً مرتين، وينهي رؤية تيري سيلفر وجون كريس في افتتاح العديد من دوجو كوبرا كاي في جميع أنحاء الوادي.
بعد 33 عام، أصبح دانييل يملك وكالة سيارات ناجحة في جنوب كاليفورنيا ومتزوج من أماندا، وأنجبا طفلين هما سامانثا "سام" وأنتوني. يعيشون في منزل كبير مع حوض سباحة في إنسينو. على الرغم من نجاحه كشخص بالغ، إلا أن دانييل يفتقر إلى التوازن في الحياة الذي كان يتمتع به في شبابه، بسبب وفاة السيد مياجي عام 2011. يتجدد اهتمام دانييل بالكاراتيه بعد أن علم بعودة دوجو كوبرا كاي، الذي يديره الآن لورانس. هذا يدفع دانييل إلى إعادة فتح مياجي دو ونقل تعاليم معلمه إلى جيل جديد من الطلاب، مما أدى إلى التنافس بين الدوجو.

## التوصيف
في استذكاره للسيناريو الأصلي لفيلم فتى الكاراتيه، أعرب ماتشيو عن تقاربه مع دوره كدانيال، قائلاً إنه "شعر وكأنه شخص أعرفه". قال إنه شارك في "شجاعة الساحل الشرقي" مع الشخصية، والتي استخدمها كاستراتيجية دفاعية بسبب مظهره الأصغر سناً بالنسبة لعمره.  نظرًا لكونه من ضواحي لونغ آيلاند، ركز ماتشيو على لهجته النيويوركية واستخدم ذلك للتأكيد على موقف دانييل أثناء انتقاله من الساحل الشرقي إلى الساحل الغربي. في الفيلم الأول، يبدو أن دانييل جديد في المنطقة ويشعر بالحاجة إلى الدفاع عن جذوره. لاحظ ماتشيو أن هناك أوجه شبه عديدة بينه وبين شخصية دانيال، إلا أن الفارق الجوهري بينهما هو أن دانيال لا يستسلم أبدًا حين يتعلق الأمر بالقتال، بينما كان ماتشيو في الحقيقة سيلجأ إلى إيجاد طريقة لتفادي المواجهة.  ووصف شخصيته بأنها "شخصية ضعيفة يمكن التعاطف معها" و"طفل من كل بيت" يتغلب على الصعاب وينتهي به الأمر ليصبح فائزًا.  عمل ماتشيو على تصوير دانيال بشخصية مغرورة ولكن لطيفة، شخصية تحمل الخير في قلبها على الرغم من مظهرها القاسي. انعكست كيمياءه الطبيعية مع بات موريتا على الشاشة في العلاقة بين دانييل والسيد مياجي. في فيلم كوبرا كاي، لاحظ ماتشيو أوجه التشابه بين دانييل ومنافسه جوني لورانس، معلقًا أنهما كلاهما شخصان طيبان ولكن القصة تستكشف الفروق الدقيقة بين شخصياتهما. وهكذا، في الموسم الأول، صور دانييل كـ"أحمق" في خضم أزمة منتصف العمر، والذي يتعين عليه إيجاد التوازن والدعم في عائلته وأصدقائه. قال ماتشيو أن دانييل يشعر بوجود السيد مياجي من خلال دعم أحبائه على الرغم من فقدانه لمعلمه.  يتمحور مسلسل "كوبرا كاي" حول الصراع المتجدد بين دانيال وجوني، حيث يعتمد كل منهما على أسلوبه الخاص في فنون القتال. وبما أن السيد مياجي كان بمثابة الأب الروحي لدانيال، فقد شعر الأخير بمسؤولية كبيرة للحفاظ على إرث معلمه، ومنع تكرار مظاهر العنف التي شهدها الوادي في الماضي، مما دفعه إلى السعي لإغلاق كوبرا كاي. ورغم أن دانيال يجد راحة وسلامًا داخليًا في ممارسته للكاراتيه في أوكيناوا، إلا أن الممثل رالف ماتشيو أشار إلى أن شخصيته في الواقع أقل صبرًا من السيد مياجي، وتواجه صعوبة في التدريس، لكنه يتعلم في النهاية كيف يشق طريقه الخاص وينضج في رحلته كمعلم.

## الظهور

### فتى الكاراتيه (1984)

الجزء الاول

الأم الأرملة لوسيل لاروسو تقتلع نفسها وطفلها الوحيد، دانيال، من نيو جيرسي إلى شقق ساوث سيز في ريسيدا، كاليفورنيا. يتلقى دانييل دعوة من جاره فريدي فرنانديز لحضور حفلة على الشاطئ، حيث يلتقي بعلي ميلز. يتم ضربها في قتال من قبل صديقها السابق جوني لورانس. خلال شهره الأول في المدرسة، يتعرض دانييل للتنمر باستمرار من قبل جوني وعصابته كوبرا كاي. في حفل الهالوين بالمدرسة، يحاول دانييل الانتقام من جوني بوضع خرطوم فوق المرحاض مما يجعله مبللاً، لكن جوني وعصابته يطاردون دانييل، ويحاصرونه ويعتدون عليه حتى يتدخل السيد مياجي، عامل صيانة الشقة، وينقذ دانييل. في اليوم التالي، يواجه السيد مياجي معلم كوبرا كاي جون كريس ويقترح أن يسوي دانييل وجوني عداوتهما في بطولة All Valley Karate Championships القادمة في 19 ديسمبر 1984.
كان دانيال مستاءً في البداية من السيد مياجي بسبب هذا الترتيب، لكن السيد مياجي أكد له أنه مع التدريب المناسب للكاراتيه، لن يضطر دانيال إلى القلق بشأن كوبرا كاي. يطلب السيد مياجي من دانييل القيام بالأعمال المنزلية العادية في منزله مثل تلميع سياراته الكلاسيكية، وصنفرة الأرضيات الخشبية، وطلاء السياج، وطلاء المنزل. بسبب عدم فهمه لأساليب معلمه، يهدد دانييل بالانسحاب، لكن السيد مياجي يظهر أن الأعمال المنزلية تعمل أيضًا كتقنيات دفاعية، والتي تعلمها دانييل من خلال الذاكرة العضلية. أثناء التدريب، يطور دانييل علاقة مع علي. يسمح السيد مياجي لدانيال باختيار إحدى سياراته الكلاسيكية كهدية في عيد ميلاده الثامن عشر ومكافأة على حصوله على رخصة القيادة، كما يمنح دانييل زي كاراتيه للبطولة.
في البطولة، يتقدم دانييل بشكل غير متوقع نحو الدور نصف النهائي. يطلب كريس من بوبي براون، أحد طلابه الأكثر تعاطفًا، أن يضع دانييل خارج البطولة عبر توجيه بوبي ركلة غير قانونية إلى ركبة دانييل على مضض، مما يؤدي إلى استبعاده بينما ينظر جوني إلى كريس باشمئزاز. قبل أن يتم إعلان جوني فائزًا بشكل افتراضي، أبلغ معلق البطولة أن دانييل سيقاتل في المباراة النهائية. أثناء القتال، يستخدم دانييل حركة اليد العليا ويوجه ضربة إلى أنف جوني. يأمر كريس جوني بكنس ساق دانييل، وهي خطوة غير أخلاقية ويوافق على مضض. خوفًا من معلمه، يضرب جوني ساق دانييل المصابة بضربة مرفق ويتلقى تحذيرًا من الحكم. عند إعادة بدء الجولة، يفوز دانييل بالمباراة بعد توجيه ركلة رافعة إلى وجه جوني. بعد أن اكتسب احترام عدوه اللدود، أعطى جوني الكأس لدانيال، بينما حمل حشد متحمس دانييل بينما نظر السيد مياجي بفخر.

### فتى الكاراتيه الجزء الثاني (1986)
عندما كان دانييل والسيد مياجي يغادران، رأيا كريس يوبخ جوني لأنه حصل على المركز الثاني، وكسر كأسه ثم خنقه. يتدخل مياجي ويهزم كريس بسهولة، ويحرك أنفه بطريقة مضحكة قبل أن يبتعد. بعد ستة أشهر، يعود دانييل في وقت مبكر من صباح أحد الأيام إلى منزل السيد مياجي من حفل تخرجه وهو يرتدي بدلة رسمية ويقود السيارة التي أعطاه إياها مياجي والتي أصبحت الآن في حالة سيئة للغاية. يفاجأ السيد مياجي ويسأل عما حدث، فيلقي دانييل باللوم على علي بغضب بسبب الضرر ويقول إنهما انفصلا منذ أن وقعت في حب لاعب كرة قدم من جامعة كاليفورنيا في لوس أنجلوس. لاحقًا، عندما يعلم دانييل أن السيد مياجي سيذهب إلى أوكيناوا لزيارة والده المحتضر، يستخدم دانييل صندوق دراسته الجامعية للذهاب معه. عند وصولهم، التقوا بساتو، رجل أعمال ثري وصديق السيد مياجي السابق. لاحقًا، يلتقي دانييل مع كوميكو، وهي مراهقة تطمح للانتقال إلى طوكيو وممارسة مهنة في الرقص. ويقابل أيضًا ابن شقيق ساتو تشوزين توغوتشي، ويصبح الاثنان أعداء بعد أن كشف دانيال عن غير قصد عن الفساد في أعمال تشوزين في مجال البقالة. ذات يوم في المدينة، يتحدى تشوزين دانييل بتقطيع صف من الصفائح الجليدية؛ ومع ذلك، يفوز دانييل برهان تشوزين من خلال استخدام تمرين التنفس للسيد مياجي وكسر جميع الصفائح الجليدية بنجاح. يطلب مياجي من دانييل الاحتفاظ بمكاسبها من أجل الكلية.
تستمر عائلة توغوتشي في إرهاب القرية حتى ضرب إعصار القرة في أوكيناوا. أثناء العاصفة، يكاد ساتو يلقى حتفه بين حطام الاعصار عبر عمود خشبي سقط عليه، وتم إنقاذه من قبل دانييل ومياجي، بينما هرب تشوزين. ونتيجة لذلك، يتخلى ساتو عن ضغينته لمياجي التي استمرت لعقود ويعرض إعادة بناء القرية، ويتنكر لابن أخيه لرفضه مساعدة دانيال في إنقاذ فتاة صغيرة من الإعصار. يقتحم تشوزين مهرجان أوبون في القرية بعنف، ويأخذ كوميكو رهينة ويتحدى دانييل في قتال حتى الموت. يخوض دانييل وتشوزين قتالًا وحشي ودموي، بينما يستخدم مياجي وساتو والحشد طبولهم لتحفيز دانييل وهزيمة خصمه بتقنية الطبل الخاصة بعائلة مياجي. بعد أن أصبح متفوقًا، أمسك دانيال تشوزين وهدده بإنهاء حياته قائلًا: "عش أو مت يا رجل؟!" اختار تشوزين الموت، لكن دانيال، متذكرًا الطريقة التي تعامل بها مياجي مع كريس سابقًا، ضرب أنف تشوزين وأسقطه على الأرض. دانييل يعانق كوميكو بينما يهتف القرويون.

### فتى الكاراتيه الجزء الثالث(1989
يعود دانييل والسيد مياجي إلى لوس أنجلوس من أوكيناوا ليكتشفا أن مبنى شقتهما قد تم بيعه ويخضع للهدم، مما يجعل دانييل بلا مأوى والسيد مياجي بلا عمل. عادت لوسيل إلى نيوجيرسي لرعاية عم دانيال لوي. يدعو السيد مياجي دانييل للبقاء معه لفترة من الوقت، ويستخدم دانييل بقية أموال دراسته الجامعية لمساعدة معلمه في إنشاء مشتل لأشجار البونساي. ويصادق دانييل أيضًا جيسيكا أندروز، التي تدير متجر الفخار عبر الشارع.
يتلقى دانييل دعوة للدفاع عن لقبه في بطولة الكاراتيه All Valley القادمة، لكن السيد مياجي ينصحه بتجاهلها، حيث لا يرى أي فائدة من المنافسة. يواجه دانييل لاعب الكاراتيه المذهل الذي لا يقهر مايك بارنز، الذي يهدده بالدفاع عن لقبه ويسرق أشجار البونساي الموجودة في المتجر. تيري سيلفر، صديق كريس والمؤسس المشارك لدوجو كوبرا كاي، يعرض تدريب دانييل للبطولة. دانييل لا يدرك أن هذه خطة معقدة وضعها كريس وكوبرا كاي للانتقام منه عن طريق إضعافه جسديًا حتى الهزيمة على يد بارنز. يأمل سيلفر أن يؤدي هذا إلى إحياء كوبرا كاي ويعد بمنح بارنز ملكية جزئية للدوجو مقابل مساعدته. بدأت أساليب سيلفر في إفساد دانييل، الذي أصبح أكثر عدوانية وسرعة الغضب، فضلاً عن شعوره بالنفور من مياجي وجيسيكا. بعد أن أدرك ذلك بعد مهاجمته لرجل في الملهى الليلي والذي تم رشوته من قبل سيلفر، اعتذر دانييل لمياجي وجيسيكا وتصالح معهما. يواجه دانييل سيلفر ويخبره أنه لم يعد يرغب في الدفاع عن لقبه، وبعد ذلك يكشف سيلفر عن خطته. عندما يكشف كريس عن نفسه ويهاجم بارنز دانييل، ينقذ السيد مياجي تلميذه ويوافق على تدريبه للبطولة.
في البطولة، يتقدم بارنز بسرعة لمواجهة دانييل في الجولة النهائية. يستخدم تكتيك سيلفر وكريس في تسجيل نقطة، ثم يخسرها بحركة غير قانونية (يكاد يفقد أهليته في هذه الحركة) حتى يصلوا إلى جولة الموت المفاجئ. بعد أن منعه السيد مياجي من التنازل عن المباراة، قام دانييل بأداء كاتا في جولة الموت المفاجئ. يهاجم بارنز دانييل، لكن دانييل يطرحه أرضًا ويضربه ليفوز بالبطولة. دانييل ومياجي يحتضنان بعضهما ويحتفلان بفوزهما.

### كوبرا كاي (2018–2025)

#### الموسم الأول
بعد 33 عام، تزوج دانييل وعاش بسعادة من زوجته أماندا ستاينر، وأنجب منها طفلين، سامانثا "سام" وأنتوني. اصبح هو وزوجته يمتلكان مجموعة LaRusso Auto Group، وهي سلسلة من وكالات بيع السيارات في وادي سان فرناندو. يلتقي دانييل بجوني بشكل غير متوقع عندما تتعرض سيارته للحادث. دانييل، الذي لم يكن على علم بأن سام كانت راكبة عندما تسبب أصدقاؤها عن طريق الخطأ في الحادث، يعرض إصلاح سيارته مجانًا، معتبراً جوني صديقًا قديمًا. يكتشف لاحقًا أن جوني أعاد افتتاح دوجو كوبرا كاي في ريسيدا. خوفًا من أن جوني سيخلق جيلًا جديدًا من المتنمرين، يبدأ في تقويض كوبرا كاي ويبدأ في النضال مع قضايا الأسرة والأعمال. يقوم ابن عم دانيال، لويس، بتعيين عصابة محلية من راكبي الدراجات النارية لتخريب سيارة جوني ردًا على قيام جوني بتخريب لوحة إعلانات دانيال، مما أجبر دانيال على طرد لويس وإعطاء جوني سيارة جديدة كتعويض. حصل روبي كين، ابن جوني المنفصل عنه، على وظيفة في مجموعة لاروسو للسيارات للانتقام من والده لإهماله له لصالح ميغيل. دون أن يعلم أن روبي هو ابن جوني، يأخذه دانيال كطالب كاراتيه لديه. يثبت دانييل أنه يشكل تأثيرًا إيجابيًا على روبي، الذي ينقلب لاحقًا ضد أصدقائه الأشرار عندما يخططون لسرقة وكالة السيارات. بعد أن علم أن روبي هو ابن جوني، قام دانيال بنفي روبي بشدة من منزله ووكالته كعقاب على عدم أمانته. ومع ذلك، يشارك روبي في بطولة الكاراتيه All-Valley ضد كوبرا كاي كمقاتل مستقل غير تابع لأي دوجو. في الدور نصف النهائي، تعرض روبي لإصابة بالغة في كتفه الأيسر عندما هاجمه طالب كوبرا كاي هوك من الخلف، ثم تم استبعاده في هذه العملية. بعد اعتذار روبي لدانيال عن خداعه، قرر دانييل المصالحة مع روبي ويدربه طوال مدة المباراة النهائية مع ميغيل تحت اسم مياجي دو. يخسر روبي قتالًا قريبًا أمام ميغيل، الذي يقاتل بطريقة غير شريفة من خلال استغلال إصابة روبي في مباراة نصف النهائي مع هوك. بعد التوفيق بين المعلم والطالب، يخطط دانييل لتوسيع مياجي دو من خلال الدوجو الرسمي لمواجهة كوبرا كاي مع روبي كطالبه الأكبر.

#### الموسم الثاني
يفتتح دانييل دوجو مياجي دو ويقدم دروسه تدريب مجانية، مما يهدد أعمال كوبرا كاي. يسمح دانيال لروبي بالانتقال إلى منزله عندما يتم طرد روبي من شقته وتتخلى عنه والدته شانون وتذهب في إجازة إلى المكسيك مع صديقها. يقوم دانييل بتدريبه هو وسام معًا. يكتشف أن كريس قد عاد إلى كوبرا كاي. يواجه دانييل صعوبة في اكتساب الطلاب، ومعظمهم غير متقبلين لأسلوبه في تدريب الذاكرة العضلية المبني على الأعمال المنزلية وتقنياته الدفاعية. يحاول دانييل أن يكون الرجل الافضل بعد أن تفوق كوبرا كاي على عرضهم في مهرجان فالي المحلي. كما أنه يأخذ ديمتري كطالب، الأمر الذي يثبت أنه أمر صعب بسبب تذمره المستمر. بدون علم جوني، قامت مجموعة صغيرة من طلاب كوبرا كاي بتخريب دوجو دانييل وسيارته المكشوفة الثمينة وسرقة ميدالية الشرف الخاصة بالسيد مياجي. يدفع هذا دانييل لمواجهة جوني في دوجو كوبرا كاي، مما يؤدي إلى خروج العديد من الطلاب للانضمام إلى مياجي دو. وعلى الرغم من هذا النجاح، فإن شغف دانييل أدى إلى إهماله لعمله في مجال السيارات، مما أجبر أماندا على إدارته بمفردها. على الرغم من المصالحة غير المستقرة مع جوني، تشتعل المنافسة مرة أخرى بعد سوء تفاهم تسبب فيه روبي بإحضار سام لقضاء الليل في شقة جوني بعد أن ثملت في حفلة، مما أدى إلى قطع دانيال العلاقات مع جوني وروبي بغضب. يبدأ العداء بين الاثنين في التأثير على طلابهما، ويتصاعد التوتر بين الدوجو في النهاية إلى حرب كاراتيه ضخمة في اليوم الأول من المدرسة عندما يختار طالب كوبرا كاي توري نيكولز القتال مع سام انتقامًا لقبلة في حالة سُكر مع ميغيل في حفلة مون. تم نقل سام إلى المستشفى بسبب كسور في الضلوع وجروح قطعية في ذراعها اليمنى، بينما أصيب ميغيل بالشلل وأصابه روبي عن طريق الخطأ. هذا يسمح لكريس بالسيطرة على كوبرا كاي وإجبار جوني على الخروج. تطلب أماندا بشدة من دانييل إغلاق الدوجو ووقف جميع أنشطة الكاراتيه لمنع وقوع حوادث مستقبلية. يشعر دانييل بأنه لوث إرث السيد مياجي، فيوافق على مضض.

#### الموسم الثالث
في أعقاب القتال في المدرسة، تلطخت سمعة عائلة لاروسو. يجد دانييل روبي في منشأة إعادة التأهيل الخاصة بشانون ويطلب من الشرطة احتجاز روبي لتخفيف عقوبته. روبي يتهم دانييل بغضب بالخيانة وينهي صداقتهما. بعد أن علم أن منافسه التجاري توم كول كان له يد في حل شراكته التجارية مع شركة دويونا الدولية، يتوجه دانييل إلى طوكيو لإنقاذ أعماله. يزور أوكيناوا، حيث يلتقي بكوميكو. هناك تقرأ كوميكو له إحدى رسائل الحب الأخيرة للسيد مياجي إلى عمتها يوكي وترتب لقاء مع تشوزين للمصالحة. بعد بضع جلسات تدريب، يعطي تشوزين لدانيال مخطوطة حركات الفنون القتالية التي تصف تقنيات نقاط الضغط. تنقذ شراكة دانييل التجارية عندما يعلم أن يونا، الفتاة الصغيرة التي أنقذها في الإعصار، أصبحت الآن نائبة رئيس المبيعات في دويونا. عند عودته، يحاول دانييل إسقاط كوبرا كاي من خلال الوسائل القانونية، لكنه يفشل عندما يقدم كريس أمراً تقييدياً ضد أماندا. يحاولون تجنيد أرماند زاكاريان لإخراج كريس، لكنه يضرب أبناء أخ أرماند وينتقم من خلال إطلاق كوبرا في وكالة لاروسو. يستأنف دانييل وأماندا الدراسة في مدرسة مياجي دو ويحاولان الحصول على دعم سام. أثناء رحلة صيد، يتحدث دانييل بصراحة مع توري عن معركته مع بارنز في بطولة All-Valley لعام 1985 كوسيلة لمساعدتها في مواجهة خوفها من توري. عندما يلغي المجلس دعمه لبطولة الكاراتيه في جميع أنحاء الوادي، يحاول دانييل إثارة قضية إعادة فتحها، لكن يتم رفضه. ميغيل وسام، اللذان أعادا إحياء علاقتهما، يقنعان أعضاء المجلس بالسماح باستمرار البطولة. عندما يشاهد دانييل ميغيل وسام يتبادلان القبلات في الدوجو في اليوم التالي، يتحدث دانييل معه. لقد تفاجأ عندما اكتشف أن تربية ميغيل تعكس تربيته ووافق على السماح لميغيل بمواصلة مواعدة سام. يلتقي دانييل مع علي ويقدمها إلى أماندا، دون أن يعلم أن علي هو من دعا جوني. أثناء العشاء، يطلب علي من دانيال وجوني أن يضعا خلافاتهما جانبًا. تمكنت سامانثا وميغيل من جمع طلاب دوجو دانييل وجوني معًا في منزل لاروسو لإسقاط كوبرا كاي، في الوقت المناسب لإحباط هجوم بقيادة توري وعصابة كوبرا كاي. دانييل يذهب إلى كوبرا كاي لمواجهة كريس. ينقذ جوني عندما يحاول كريس خنقه ويواجه كريس في قتال واحد على واحد. يستخدم دانييل ضربات نقاط الضغط التي تعلمها من تشوزين لتثبيت كريس. مع موافقة جوني، يستعد دانييل لتوجيه ضربة قاتلة، لكن وصول ميغيل وسام أعاده إلى رشده. يتفق كريس وجوني ودانيال على وقف الأعمال العدائية مؤقتًا للتدريب على البطولة وإبرام صفقة مفادها أنه إذا فاز كوبرا كاي ببطولة All-Valley القادمة، سيتوقف دانيال وجوني عن تعليم الكاراتيه، ولكن إذا فاز مياجي دو وإيجل فانغ، سيغادر كريس ويغلق كوبرا كاي. يشعر دانييل بالحزن الشديد عندما يكتشف أن روبي قد انضم إلى كوبرا كاي. بعد العثور على أرضية مشتركة مع جوني، يتدرب الثنائي معًا مع طلابهما في دوجو مياجي دو.

#### الموسم الرابع
تنشأ خلافات فلسفية بين دانيال وجوني تؤدي إلى انقسام في اتحاد "مياجي-دو / إيغل فانغ"، مما يربك الطلاب. لاحقًا، يتفق الطرفان على تبادل التدريب؛ فيدرّب دانيال طلاب إيغل فانغ، بينما يشرف جوني على طلاب مياجي-دو. تتوطد علاقة دانيال بميغيل، ويكتشف لاحقًا مع جوني تحالف كريس مع تيري سيلفر. بعد جدال ومباراة تنتهي بلا فائز، يقرر جوني إنهاء الشراكة.
يحاول دانيال تعليم ابنه أنتوني الكاراتيه، لكنه يُصدم بتصرفاته، خاصة بعد اكتشاف تنمره على طالب جديد. تشير ابنته عمّه إلى أن السبب هو إهمال الأبوين، فيرد دانيال بفرض الانضباط. في المقابل، تفضّل ابنته سام أسلوب جوني القتالي، ما يسبب توترًا جديدًا.
خلال بطولة All-Valley، يتواجه الطلاب وتتفوق كوبرا كاي، رغم انتصار إيلاي على روبي. يتضح أن سيلفر رشى الحكم وورّط كريس بتهمة كاذبة. عندها، يقرر دانيال التراجع عن وعده بالتوقف عن التدريب، ويتحالف مع تشوزن استعدادًا لمواجهة كوبرا كاي مج

#### الموسم الخامس
يبدأ دانيال خطته للإطاحة بكوبرا كاي، لكن جوني يرفض مساعدته. يحذّره سيلفر من العواقب، فيسارع دانيال لمقابلة مايك بارنز، ظنًا أن سيلفر سيتواصل معه، ليكتشف أنه أصبح يدير متجر أثاث. يعتذر بارنز عن ماضيه ويعرض المساعدة، لكن سيلفر يرد بإحراق متجره. ثم يسعى سيلفر لتدمير علاقة دانيال بأماندا من خلال التلاعب بها نفسيًا، فتغادر إلى أوهايو. بعد أن تكشف لها ابنة عمها جيسيكا ماضي دانيال مع سيلفر، تعود وتدعمه مجددًا. يساعد جوني دانيال على رؤية تأثير أفعاله على أسرته، بينما يساعد دانيال جوني على إصلاح العلاقة بين ميغيل وروبي. بناءً على معلومة من توري، يواجه دانيال "ستينغراي" ليدلي بشهادته ضد سيلفر، لكن سيلفر يهجم على دانيال ويصيبه بشدة، مما يصيبه بالإحباط. أماندا تأخذه إلى منزل مياجي لتذكيره بمبادئه، وروبي يعبر عن امتنانه له، فيقرر دانيال إعادة فتح مياجي-دو. يقترح دانيال وجوني التعاون مع كريس في السجن، وهناك يخبرهم أن سيلفر يسعى لإدخال كوبرا كاي في بطولة عالمية تُدعى "سيكاي تاكاي". يتم قبول مياجي-دو وإيغل فانغ في البطولة، بشرط التوحد تحت اسم واحد. بعد أن يعرف دانيال أن جوني وكارمن ينتظران مولودًا، يحتفل الجميع في ملهى ليلي. يقتحم بارنز المشهد ويطالب بالانتقام من سيلفر، ويذهب مع جوني وتشوزن لمواجهته، تاركين دانيال خلفهم.
في الوقت نفسه، ينجح طلاب دانيال، بمساعدة توري، في اقتحام كوبرا كاي للحصول على دليل مصوّر ضد سيلفر. وبعد أن يجدوا تسجيل الاعتداء محذوفًا، ينشرون اعترافًا مصورًا لسيلفر برشوة الحكم في بطولة 2019، مما يُفقده ثقة طلابه. ينقذ ستينغراي دانيال ويأخذه إلى صالة كوبرا كاي. وهناك، يواجه دانيال سيلفر، ويهزمه باستخدام أساليبه الخاصة، وينهي القتال بركلة "الكراين". يتم القبض على سيلفر، ويحتفل طلاب مياجي-دو وإيغل فانغ بالنصر. وفي النهاية، يتبين أن كريس قد تظاهر بموته للهروب من السجن.

#### الموسم السادس
بعد هزيمة سيلفر وانهيار إمبراطورية كوبرا كاي، يبدأ دانيال حياة جديدة، ويستعد مع جوني لبطولة Sekai Taikai. يخطط دانيال للتقاعد بعد الفوز، ويساعد جوني في العثور على عمل لدعم عائلته الجديدة. وخلال الاستعداد، يكتشف دانيال صندوقً يحوي قفازات ملاكمة وقصاصات صحف تشير إلى حادثة من عام 1947 تورط فيها السيد مياجي، مما يهز ثقته بمعلمه. عند إعلان البطولة في برشلونة، يُطلب من كل دوجو اختيار ستة مقاتلين مع قائدين (شاب وفتاة)، ويتم تحديد مايك بارنز كحكم. تنشأ خلافات بين دانيال وجوني حول كيفية اختيار القادة، وخاصة بعد تدخل دانيال في مباراة سام وتوري، ما يدفع جوني إلى اتهامه بالنفاق ويحدث شجار بينهما.
في برشلونة، يُفاجأ الفريق بظهور كريس وكيم دا أون مع نسخة كورية من كوبرا كاي، ويقودهم كوون وتوري. يعاني فريق مياجي-دو أمام الخصوم وخاصة فريق "التنين الحديدي" من هونغ كونغ بقيادة وولف. بينما يبحث دانيال عن معلومات حول ماضي مياجي، يُختطف من قبل أحد رجال سيلفر، لكنه يهرب ويكتشف أن سيلفر هو من دبّر الحادث لتشتيت تركيزه. يعود جوني وميغيل إلى برشلونة ومعهما كيني بديلًا لديفون. يحاول دانيال، جوني، وتشوزن إرباك الخصم بتلفيق تهمة لسيلفر، لكنها تفشل. ثم يُظهر سيلفر وثائق عن مشاركة مياجي في بطولة 1958، متضمنة اتهامًا بقتل خصمه. يحلم دانيال بكابوس يرى فيه مياجي يوبّخه، ويبدأ بالشك في إرثه، لكن كلام ميغيل يُعيد إليه تركيزه. في نصف النهائي، تحدث فوضى تؤدي إلى شجار عام وموت كوون عن طريق الخطأ. يُلغى ما تبقى من البطولة، ويقرر دانيال ترك الكاراتيه، لكن جوني يقنعه بإكمال المشوار. سيلفر، المريض بالسرطان، يطلب مباراة أخيرة قبل وفاته، ويوافق الجميع. خلال المباراة، يُصاب روبي ويُستبعد، وتنسحب سام، ما يؤدي إلى خروج مياجي-دو. لكن كريس يساعد جوني في استعادة دوجو كوبرا كاي بشرف، ويجعل ميغيل وتوري القائدين. يفوز كلاهما في النهائي، وتتعادل الفرق، لتُحسم النتيجة بمباراة بين جوني وولف.
يتدرب جوني بمساعدة دانيال وتشوزن. لاحقًا، تكشف لوسيل (والدة دانيال) أن الحادثة القديمة كانت دفاعًا عن النفس، وأن الحارس جيم واتكنز سرق عقدًا من زوجة مياجي في معسكر الاعتقال، وأن مياجي استعاد العقد بعد الاشتباك معه. في المباراة النهائية، يواجه جوني خصمًا أقوى وأسرع، لكنه يستعيد ثقته بعد حديث محفز من دانيال مقتبس من شعار كوبرا كاي: "الخوف لا وجود له في هذا الدوجو". يستخدم جوني تقنية "كنس الرجل" ليفوز ويحقق أول لقب عالمي لكوبرا كاي. يحتفل جوني ودانيال بالنصر معًا، ويُظهر المشهد الأخير تعاونهما في تدريب الجيل الجديد، مع اقتراح تعليم أنتوني أسلوب كوبرا كاي، وديفون أسلوب مياجي-دو. ينتهي المشهد بمحاولة دانيال إمساك ذبابة بالعصي، ليتدخل جوني قائلًا: "لا رحمة!" في إشارة إلى الفيلم الأول.

### فتى الكاراتيه: الأساطير(2025)
أعاد ماتشيو تمثيل دور دانييل لاروسو في فيلم فتى الكاراتيه: الأساطير، وهو الفيلم السادس في السلسلة. يظهر أمام جاكي شان في الأحداث التي تجري بعد ثلاث سنوات من كوبرا كاي.  يعيد تشان تمثيل دوره كالسيد هان من فيلم عام 2010 ويطلب مساعدة دانيال لتدريب لي فونج، الذي يلعبه بن وانج. 

## في وسائل الإعلام الأخرى
في عام 1989، ظهر دانيال لاروسو في مسلسل الرسوم المتحركة التلفزيوني "فتى الكاراتيه"، بصوت جوي ديديو. تدور أحداث المسلسل حول مغامراته العالمية إلى جانب السيد مياغي وشخصية تُدعى تاكي. في يونيو 2010، ظهر ماتشيو في فيلم "Wax On, F*ck Off" القصير على موقع فاني أور داي، والذي نظم فيه اصدقائه تدخلاً لتحويل نجم الطفولة السابق من رجل عائلة متكيف إلى مدمن محاصر بفضيحة صحفية، وذلك لدعم مسيرته المهنية من خلال الإشارة إلى فيلم فتى الكراتيه". عام 2013 ظهر ماتشيو وزابكا كضيفين في المسلسل الكوميدي التلفزيوني "كيف قابلت أمكما" ("The Bro Mitzvah"). في الحلقة، دُعي ماتشيو إلى حفل توديع عزوبية بارني ستينسون، مما دفع بارني إلى الصراخ بأنه يكره ماتشيو، وأن جوني هو البطل الحقيقي للفيلم. عام 2013 أدى ماتشيو أيضًا صوت دانيال في حلقة من مسلسل "Robot Chicken" بعنوان "الكافيين ومدد الأوعية الدموية". في عام 2018، أُدخل لاروسو إلى قاعة مشاهير الرياضيين الخياليين. يظهر دانيال لاروسو في لعبة قتال جانبية بعنوان "كوبرا كاي: استمرار ملحمة طفل الكاراتيه"، والتي نشرتها شركة جيم ميل إنترتينمنت في 27 أكتوبر 2020. عاد ماتشيو لأداء صوت الشخصية في اللعبة إلى جانب زابكا الذي أدى صوت جوني. أُعلن عن أن مسرحية طفل الكاراتيه الموسيقية قيد التطوير لعرضها على برودواي في يناير 2020، حيث عمل كامين جنبًا إلى جنب مع كاتب الأغاني درو جاسباريني والمخرج آمون مياموتو. في أكتوبر 2024، أصدرت فرقة كولدبلاي أغنية "طفل الكاراتيه"، التي تتضمن كلمات عن "دانيال". دُعي ماتشيو من قبل الفرقة للسفر إلى أستراليا للظهور في الفيديو الموسيقي.

## استقبال الشخصية
ردًا على صدور الفيلم الأول عام 1984، أشاد الناقد روجر إيبرت بالعلاقة بين دانيال والسيد مياجي، واعتبرها ذات طابع مميز، خاصة في المشهد الرئيسي الذي يبدأ فيه دانيال تدريبه من خلال أداء أعمال منزلية مثل طلاء السياج. أما سارة ويلدون من مجلة إنترتينمنت ويكلي فقد وصفت دانيال لارسو بأنه "بطل الجميع المفضل في الثمانينيات"، واعتبرت الفيلم الأول في السلسلة فيلمًا خالدًا من نوع البلوغ والنضج. وذكرت الكاتبة سونيا هيندوجا من موقع موفي ويب أن أداء رالف ماتشيو في شخصية دانيال جعله "عنصرً محبوب وثابت في الثقافة الشعبية".
كما علّق مايكل شنايدر من مجلة فارايتي بأن بعض عناصر قصة دانيال في الفيلم أصبحت "لحظات خالدة في الثقافة الشعبية" لا يمكن فصلها عن أداء ماتشيو، مثل "crane kick"، وعبارات "الشمع على، الشمع خارج"، و"دانيال-سان". وكتب الصحفي بيل سيمونز في إي إس بي إن أن الأفلام الثلاثة الأولى تشكل ما أسماه "الثالوث المقدّس" لسلسلة الفيلم، مؤكدًا أن السلسلة "عاشت وماتت" بشخصية دانيال لارسو.
كما أشار الكاتب جين تشينغ من موقع دن أوف جيك إلى أن الفيلم قدّم فنون القتال إلى نطاق الترفيه العائلي، وحوّل كلًا من دانيال والسيد مياجي إلى "رموز تركل الكركي". وأدرج موقع Yardbarkerالفيلم ضمن أكثر أفلام الرياضة إلهامًا، مشيدًا بدانيال لارسو لاستخدامه الكاراتيه لتعزيز القبول والثقة بالنفس.

## روابط خارجية
فتى الكاراتيه وكوبرا كاي
- فتى الكاراتيه: تجارب أداء دانيال والسيد مياجي، ١٩٨٣
- فتى الكاراتيه: بروفة علي ودانيال، ١٩٨٣
- فتى الكاراتيه: بروفة دانيال وجوني، ١٩٨٣
- فتى الكاراتيه: الدروس تأتي معًا
- كوبرا كاي، الموسم الثالث: مشهد لم شمل دانيال وجوني وعلي

فتى الكاراتيه 2 وكوبرا كاي
- فتى الكاراتيه 2: لا رحمة
- طفل الكاراتيه الثاني: دانيال، تشوزين، كوميكو
- فتى الكاراتيه الجزء الثاني: العيش أو الموت؟
- كوبرا كاي، الموسم الثالث: لقاء كوميكو ودانيال
- كوبرا كاي الموسم 3: دانيال ضد تشوزين
- كوبرا كاي، الموسم الخامس: كوزين يلقن دانيال درسًا

فتى الكاراتيه 3 وكوبرا كاي
- فتى الكاراتيه الجزء الثالث (1989) - مشهد رفض المنافسة
- فتى الكاراتيه الجزء الثالث (1989) - مشهد الابتزاز
- فتى الكاراتيه 3: مياجي يتخذ موقفًا
- كوبرا كاي، الموسم الخامس: كوبرا كاي: دانيال لاروسو يستخدم أسلوب كويك سيلفر